# Camino de Restauración
Amor en Acción (en inglés, Love In Action o LIA), es un ministerio evangélico cristiano. A partir de octubre de 2019, tanto el sitio web de la organización como su páginas de redes sociales estaban fuera de línea. Según el Secretario de Estado de California, la organización se ha disuelto.

## Historia
La organización fue fundada en 1973 Jhon Smid John Evans, y Kent Philpott. El 12 de septiembre de 2005, el Departamento de Salud Mental de Tennessee determinó que la instalación Love in Action con sede en Tennessee había estado operando dos "instalaciones de vida de apoyo de salud mental sin licencia". En la década del 2000 la organización fue denunciada
Junto a otras ONG cristianas evangélicas  de Chapala por tráfico de menores venta y retención ilegal de menores; realización de trámites para otorgar niños institucionalizados a extranjeros para redes de prostitución.
En 2011 su fundador afirmó que la homosexualidad es una parte intrínseca del ser personal, y que "el cambio, la reorientación y demás" no pueden ocurrir, y señaló que en sus dos décadas en la organización nunca había conocido un hombre que experimentó un cambio de homosexual a heterosexual. El 16 de noviembre de 2014, John Smid contrajo matrimonio con su pareja del mismo sexo, Larry McQueen.

## Controversias
En 1993, el Wall Street Journal publicó una carta de exmiembros de la organización  diciendo: "Ellos están destruyendo la vida de las personas. Si tú no haces lo que dicen entonces estás en contra de Dios e irás al infierno. Están viviendo en un mundo de fantasía."
Después de que el amigo de Evans, fundador del ministerio, Jack McIntyre, se suicidara debido a su inhabilidad de cambiar, Evans se retiró del proyecto denunciándolo como peligroso. 
Al poco tiempo de fundar el grupo, Philpott escribió The Third Sex? (¿El tercer sexo?). Algunos de sus 《pacientes》 se manifestaron en contra de sus afirmaciones. Cuatro miembros del grupo, incluyendo a Evans, presentaron demandas por errónea representación. Poco tiempo después, Philpott hizo que el libro fuera retirado del mercado.
Una investigación de Tennessee contra el campamento comenzó poco después de denuncias de asistentes, funcionarios de Tennessee investigaron pruebas de abuso infantil en las instalaciones. 
En julio de 2005, Evans escribió una carta al actual director de LIA John Smid sobre las actividades controvertidas del grupo. A comienzos de 2005, una sede del movimiento en Tennessee fue objeto de una demanda en la que terminó por un compromiso extrajudicial. En 2008 John Smid abandonó Love in Action, luego de asentir que aunque estuvo casado con una mujer, siguió sintiendo atracción por los hombres, y finalmente tomó por pareja a un hombre. Smid comenzó otro ministerio religioso llamado Grace Rivers, incluyente de la comunidad y de las personas gay.